# Rugosus emarginatus
Rugosus emarginatus är en skalbaggsart som beskrevs av García 2001. Rugosus emarginatus ingår i släktet Rugosus och familjen dykare. Inga underarter finns listade i Catalogue of Life.